# マルク・ナバーロ
マルク・ナバーロ・セシリアーノ（Marc Navarro Ceciliano, 1995年7月2日 - ）は、スペイン・カタルーニャ州バルセロナ出身のサッカー選手。ポーランドのアルカ・グディニャ所属。ポジションはDF。

## 来歴
カンテラ時代をFCバルセロナで過ごしていたナバーロだったが、2012年にRCDエスパニョールのカンテラに入団。2014年にBチームに登録され、11月2日のエルチェCFB戦でプロデビュー。翌2015年9月5日のFCバルセロナB戦で、プロ初ゴールを記録した。
その後は膝の負傷に苦しむも、2016-17シーズンにトップチームに登録され、2017年1月21日のグラナダCF戦でプリメーラ・ディビシオン初出場。31日には2021年までの契約を締結。
2018年1月17日のコパ・デル・レイのFCバルセロナ戦では、先制点となるアシストを決め、同シーズン公式戦無敗を誇っていたバルサに初黒星を付ける原動力となった。
2018年6月16日、プレミアリーグのワトフォードFCと5年契約を締結した。

## 人物
エクトル・ベジェリンとは幼馴染で、FCバルセロナのカンテラ時代を共に過ごした経験を持ち、2018年9月30日のアーセナルFCとの対戦で直接対決が実現した。